# Holtpont (film, 1991)
A Holtpont (eredeti cím: Point Break) 1991-ben bemutatott amerikai bűnügyi film, melyet W. Peter Iliff forgatókönyvéből Kathryn Bigelow rendezett. A főbb szerepekben Patrick Swayze, Keanu Reeves, Lori Petty és Gary Busey látható.

## Cselekmény
A film egy FBI-ügynökről szól, akinek fel kell fednie egy bankrabló csoport kilétét (akik amerikai elnökök arcait ábrázoló maszkokat viselnek, illetve szörfösöknek álcázzák magukat). Hogy ezt elérje, álruhában beépül a csoportba.

## Szereplők
| Karakter                                  | Színész             | 1. magyar hang       | 2. magyar hang     |
| ----------------------------------------- | ------------------- | -------------------- | ------------------ |
| Bodhi                                     | Patrick Swayze      | Mihályi Győző        | Varga Gábor        |
| John "Johnny" Utah, FBI különleges ügynök | Keanu Reeves        | Stohl András         | Moser Károly       |
| Angelo Pappas, FBI-ügynök                 | Gary Busey          | Reviczky Gábor       | Csankó Zoltán      |
| Tyler Ann Endicott                        | Lori Petty          | Báthory Orsolya      | Kisfalvi Krisztina |
| Ben Harp, FBI-ügynök                      | John C. McGinley    | Orosz István         | Rosta Sándor       |
| Roach                                     | James Le Gros       | Bor Zoltán           | Bódy Gergely       |
| Nathanial                                 | John Philbin        | Reisenbüchler Sándor | Turi Bálint        |
| Grommet                                   | Bojesse Christopher | Reisenbüchler Sándor | Sótonyi Gábor      |
| Alvarez, FBI-ügynök                       | Julian Reyes        | F. Nagy Zoltán       |                    |
| Babbit, FBI-ügynök                        | Daniel Beer         | Holl Nándor          |                    |
| Lapaj Weiss                               | Chris Pedersen      | Zágoni Zsolt         |                    |
| Zsoldos                                   | Vincent Klyn        | Csuja Imre           |                    |
| Narkós a tengerparton                     | Dino Andino         | Breyer Zoltán        |                    |
| Narkós a tengerparton                     | Michael Kopelow     | Bartucz Attila       |                    |
| Prostituált                               | Kimberly Martin     | Somlai Edina         |                    |
| Corey, az úszómester                      | Mike Genovese       | Antal László         |                    |
| Diszpécser                                | Ping Wu             | Faragó József        |                    |
| Biztonsági őr a bankban                   | John Apicella       | Varga Tamás          |                    |
| Ausztrál szörfös                          | Peter Phelps        | Breyer Zoltán        |                    |
| Gyerek a szörfös-boltban                  | Rana Morrison       | Szuper Levente       |                    |
| Deets, Kábítószer-osztag                  | Tom Sizemore        | Varga Tamás          | Kapácsy Miklós     |

## Fogadtatás
1991. július 12-én mutatták be az Egyesült Államokban. 83.5 millió dollárt hozott világszerte a pénztáraknál. A Rotten Tomatoes oldalán 70%-ot ért el, a Metacritic oldalán 58 pontot ért el a 100-ból. Roger Ebert filmkritikus ötből három és fél csillaggal jutalmazta a filmet. Mára kultikus filmnek számít. 
2015-ben azonos címmel remake készült a filmből, amely azonban lesújtó kritikákat kapott.